# Torrön, Åre kommun
Torrön är en sjö i Åre kommun i Jämtland och ingår i Indalsälvens huvudavrinningsområde. Sjön är 116 meter djup, har en yta på 103 kvadratkilometer och befinner sig 417 meter över havet. Sjön avvattnas av vattendraget Indalsälven söderut till Juvuln. Torrön är reglerad.

## Delavrinningsområde
Torrön ingår i delavrinningsområde (709017-136016) som SMHI kallar för Utloppet av Torrön. Medelhöjden är 472 meter över havet och ytan är 228,15 kvadratkilometer. Räknas de 77 avrinningsområdena uppströms in blir den ackumulerade arean 1 361,08 kvadratkilometer. Avrinningsområdets utflöde Indalsälven mynnar i havet. Avrinningsområdet består mestadels av skog (41 procent). Avrinningsområdet har 103,29 kvadratkilometer vattenytor vilket ger det en sjöprocent på 45,2 procent.